# 岸田文武
岸田 文武（きしだ ふみたけ、1926年〈大正15年〉8月19日 - 1992年〈平成4年〉8月4日）は、日本の通産官僚(中小企業庁長官)、政治家(自由民主党幹事長)。位階は正四位勲二等、勲章は旭日重光章。元自由民主党所属の衆議院議員（5期）。
父は元自由党衆議院議員の岸田正記、大蔵省証券局長、弟は広島銀行会長・相談役を務めた岸田俊輔。妻は元日東製粉社長井口良二の次女。長男は衆議院議員で第27代自民党総裁、第100・101代内閣総理大臣の岸田文雄。派閥は宏池会に所属した。

## 経歴

### 出生から学生時代まで
広島県広島市出身。
1945年、旧制東京高等学校（現・東京大学教育学部附属中等教育学校）卒業後、東京帝国大学へ進学。しかし、戦争末期のころであり、入学早々から勉強どころではなく、連日の勤労動員に続いて、終戦間近の同年7月には、学徒動員で旭川の師団に入隊した。そして、その1か月後には、郷里広島に原爆が投下され、広島市の自宅はその被害に遭い、また、多くの知人を亡くした。在学中に高等文官試験に合格。1948年東京大学法学部政治学科卒業。

### 通産官僚として
1949年商工省（現・経済産業省）入省。同年入省者には、矢野俊比古（通産事務次官、のちに参議院議員）、天谷直弘（通産審議官）、生田豊朗（日本エネルギー経済研究所理事長）、金森久雄（日本経済研究センター理事長）、熊谷善二（特許庁長官）などがいる。繊維局配属。通産省大臣官房会計課長、資源エネルギー庁公益事業部長なとを経て、1974年貿易局長、1976年中小企業庁長官を歴任して1978年退官。

### 政治家として
1979年の第35回衆議院議員総選挙で衆議院議員に初当選、以降当選5回。その間、地方行政委員会、農林水産委員会、科学技術委員会、商工委員会、文教委員会、物価問題等に関する特別委員会等の委員あるいは理事として、「信頼される政治」をモットーに広い範囲で活躍。1990年3月には内閣委員長に就任。政府にあっては、第2次中曽根内閣においては総務政務次官、第3次中曽根内閣では文部政務次官として、大臣を補佐した。この間、特に教育改革の推進に努め、1986年12月、ジュネーブで開催された第40回国際教育会議では、日本の首席代表として、各国代表の前で演説を行い、日本の教育改革への取り組みを紹介するとともに、教育の国際協力の重要性を強調した。
自由民主党にあっては、都市局長、資源・エネルギー対策調査会副会長、中小企業調査会副会長、調査局次長、行財政調査会副会長などを歴任し、1988年12月からは党経理局長として、竹下登、宇野宗佑、海部俊樹、宮澤喜一の4代の総裁のもとで、幹事長を補佐した。
衆議院5期目任期途中の1992年8月4日、東京都内の病院で死去した。65歳没。同月7日、特旨を以て位記を追賜され、死没日付をもって正四位勲二等に叙され、旭日重光章を追贈された。追悼演説は同年11月10日の衆議院本会議で森井忠良により行われた。
地盤は長男の文雄が継承し文雄は1993年の第40回衆議院議員総選挙で初当選以降、連続10期当選を経て第100・101代内閣総理大臣の職に就いた。

## 人物像
1945年8月15日、終戦と同時に、東京にあった家も進駐軍の接収に遭い、また、外地において大きく事業を営んでいた一家の財産も、すべて失ってしまった。
岸田は自他ともに認める読書家であり、秘書が「先生の姿が見つからないときは、本屋へ行け」と話すほどであった。政治、経済、歴史、科学あるいは文学と、分野にこだわらず幅広く読み、広く国の未来を見据えるために、多くの知識や情報を取り入れ、それを政策として反映させた。親しい人に揮毫を頼まれると、気軽に「春風接人」と書いた。
当選同期には、麻生太郎、白川勝彦、丹羽雄哉、亀井静香、佐藤信二、保利耕輔、畑英次郎、吹田愰などがいる。

## 家族・親族
（広島県賀茂郡西志和村（のち志和町、現東広島市）、広島市段原町、大連市、東京都）
- 祖父・幾太郎（実業家）

1867年（慶応03年）生 - 1908年（明治41年）没
- 父・正記（実業家、政治家）

1895年（明治28年）生 - 1961年（昭和36年）没
- 叔父・正次郎（実業家）

1897年（明治30年）生 - 1979年（昭和54年）没
- 弟・俊輔（広島銀行元会長）
- 妹・玲子
- 義弟・宮澤弘
- 妻（日東製粉社長・井口良二の次女）
- 長男・文雄（政治家・内閣総理大臣）

1957年（昭和32年）生 -
- 長男の妻・岸田裕子（内閣総理大臣夫人）

1964年 (昭和39年) 生 -
- 次男・武雄（三菱商事勤務、次男の妻はコイケヤ創業者の長女）

1960年（昭和35年）生 -
- 長女・純子（財務省 木村嘉秀の妻）

1963年（昭和38年）生 -
- 次女・典子（国税庁長官・可部哲生の妻）

1965年（昭和40年）生 -
- 孫・岸田翔太郎（文雄・裕子の長男、内閣総理大臣秘書官）

## 著書
- 『エネルギーと技術の旅』（千代田永田書房 1982年）[2]